# Euricania morio
Euricania morio är en insektsart som beskrevs av Melichar 1898. Euricania morio ingår i släktet Euricania och familjen Ricaniidae. Inga underarter finns listade i Catalogue of Life.